# 张金通
张金通（1936年7月—），男，福建人，中国大地测量学家，曾任中国天文学会常务理事，湖北省天文学会理事长，中国科学院测量与地球物理研究所研究室主任。